# جريج شيروود
جريج شيروود (بالإنجليزية: Gregg Sherwood)‏ هي نجمة اجتماعية وممثلة أمريكية، ولدت في 21 أكتوبر 1923 في نيويورك في الولايات المتحدة، وتوفيت في 27 مايو 2011 في بالم بيتش في الولايات المتحدة.

## وصلات خارجية
- جريج شيروود على موقع IMDb (الإنجليزية)